# دوغ سكوت
دوغ سكوت (بالإنجليزية: Doug Scott)‏ هو متسلق الجبال بريطاني، ولد في 29 مايو 1941 في نوتنغهام في المملكة المتحدة.

## حياته
وُلِد سكوت في نوتنغهام، إنجلترا، وكان الأكبر بين ثلاثة أبناء. اكتشف سكوت لاحقًا أن والدته وُلدت في نفس وقت ميلاد متسلق الجبال الشهير إدموند هيلاري تقريبًا، وهو ما اعتبره سكوت مصادفة غريبة.
تلقى سكوت تعليمه في نوتنغهام في مدرسة كوتسمور الثانوية الحديثة ومدرسة مونديلا الثانوية. بدأ تسلق الجبال في سن الثالثة عشرة، وقد أثار اهتمامه رؤية متسلقين على الصخور السوداء في ديربيشاير أثناء رحلاته مع الكشافة. كان والده، جورج دوغلاس سكوت، شرطي وملاكم هاوي، وكان بطل بريطانيا للوزن الثقيل عام 1945 في رابطة الملاكمة للهواة. تخلى والده عن هذه الرياضة للتركيز على عائلته. عاش سكوت في ضواحي نوتنغهام مع والده ووالدته، إديث جويس سكوت، وشقيقيه الأصغر، برايان وغاري. شُجِّع الجميع على التوجه إلى الريف المفتوح، وخاصةً منطقة بيك ‏.
بعد عامين في كلية تدريب المعلمين في لوفبورو (1959-1961)، قام سكوت بتدريس الجغرافيا والتاريخ والتربية البدنية والألعاب لمدة عشر سنوات في مدرسته الثانوية الحديثة القديمة.